# Igraće karte
Igraće karte je naziv za komade papira, kartona ili plastike koji služe za igranje kartaških igara. Skup igraćih karata naziva se špil. Osim za zabavu (kartanje, opsjenarski trikovi, gatanje), igraće karte mogu služiti i za profesionalno kockanje. 
Nisu sve igraće karte jednake. Razlikuju se po tipovima kartaških igara za koju su namijenjene. Svaka igraća karta u špilu je različita, a označene su bojom, simbolima i različitim motivima po kojima se karte daju lako složiti.
Vjeruje se da su se prvim igraćim kartama služili u Istočnoj Aziji (Koreja i Kina), a kasnije su odande, preko Indije i Egipta donesene u Europu. Danas se u različitim dijelovima svijeta koriste različiti špilevi igraćih karata za igre koje su karakteristične za to područje.
Hrvatski povjesničar Miho Barada pri proučavanju starog arhiva grada Trogira pronalazi dokument s datumom 4. veljače 1272. pod signaturom Domini Valentini Petri u kojem se spominju karte i igra na karte.

## Mađarice
| žir | zelena/zelje | crvena/srce | bundeva/tikva |
| --- | ------------ | ----------- | ------------- |
|     |              |             |               |

U Hrvatskoj, Austriji, Mađarskoj, Slovačkoj, Češkoj i Sloveniji popularne su igraće karte Mađarice. Špil se sastoji od 32 karte, po 8 u svakoj boji. Boje su: žir (tref), zelena (pik), bundeva (karo) i crvena (herc). Karte su poredane kao VII (7), VIII (8), IX (9), X (10), dečko, dama, kralj, as. 
Dečko (unter, dolnjak), dama (ober, gornjak) i as simbolički označavaju povijesne osobe i godišnja doba. Tako imamo:
- crvena/srce
  - dečko – Kuoni der Hirt
  - dama – Hermann Geszler
  - as – proljeće
- bundeva, tikva/karo
  - dečko – Itell Reding
  - dama – Stüssi der Flurstütz
  - as – ljeto
- zelena, zelje/pik
  - dečko – Walter Fürst
  - dama – Urlich Rudenz
  - as – jesen
- žir/tref
  - dečko – Rudolf Harras
  - dama – Wilhelm Tell
  - as – zima

Najpopularnija kartaška igra koja se u nas igra s ovim tipom igraćih karata jest belot.

## Talijanske karte
Talijanske igraće karte u špilu sadrže 40 igraćih karata, po 10 u četiri različite boje: špade, kupe, dinari (denari) i baštoni (bate). Karte imaju vrijednost: 2, 3, 4, 5, 6, 7, as (aš), fan(a)t, konj i kralj. Najpoznatije igra koje se igraju ovim kartama u Hrvata jesu briškula i trešeta, a nešto manje i trijumf.
| špade | kupe | dinari, denari | baštoni, bate |
| ----- | ---- | -------------- | ------------- |
|       |      |                |               |

## Hrvatice
Špil igraćih karata hrvatica (naziv iz Zagore) (drugdje: karte za poker, "francuske igraće karte") sadrži 52 igraće karte, po trinaest u svakoj od četiri boje. Boje su: list/pik (♠), srce/herc (♥), dijamant/karo (♦) i ditelina/tref (♣). Karte su po hijerarhiji poredane: 2, 3, 4, 5, 6, 7, 8, 9, 10, J (luda, džoker), Q (kraljica), K (kralj), A (as). S ovim tipom karata može se igrati poker, preferans, bridž, blackjack (ajnc) i dr.

## Kartaške igre
- Sedmice
- Lorum
- Preferans

## Vanjske poveznice
|  | Zajednički poslužitelj ima još gradiva o temi igraće karte |